# 588 Achilles
588 Achilles là một tiểu hành tinh ở vành đai chính. Nó được xếp loại tiểu hành tinh kiểu D. Đây là tiểu hành tinh thứ nhất trong các tiểu hành tinh Troia được phát hiện. Nó di chuyển theo quỹ đạo L4 điểm Lagrange của hệ Mặt Trời-Sao Mộc. Sau vài tiểu hành tinh giống như nó được phát hiện, người ta lập ra nguyên tắc là điểm L4 thuộc nhóm Hy Lạp trong các thiên thể Troia của Sao Mộc, còn điểm L5 thuộc nhóm Troia.
Tiểu hành tinh này do Max Wolf phát hiện ngày 22.2.1906 ở Heidelberg và được đặt theo tên Achilles, người anh hùng hư cấu trong truyện Iliad, người đã tham gia chiến tranh thành Troia.